# Dromore (Île-du-Prince-Édouard)
Dromore est une communauté dans le comté de Queens de l'Île-du-Prince-Édouard, au nord-ouest de Cardigan.